# Lista de bolas oficiais de competições da FIFA
Este artigo traz uma lista com o nome das bolas usadas nas competições da FIFA.

## Copa do Mundo FIFA

### História
Vários de tipos de bolas de futebol foram usadas em cada edição da Copa do Mundo FIFA. As bolas das primeiras edições eram em tons de marrom, revestidas por doze (ou mais) gomos em couro natural, fabricadas por fornecedores locais. Inicialmente, a câmara de ar era inserida por uma abertura, fechada posteriormente por uma costura externa. Com o passar dos anos, foram surgindo diversas melhorias nos materiais e nas técnicas de fabricação. A partir de 1970, a empresa alemã Adidas passou a fornecer as bolas usadas oficialmente na Copa, tendo fornecido desde então bolas para quatorze edições da Copas do Mundo (1970, 1974, 1978, 1982, 1986, 1990, 1994, 1998, 2002, 2006, 2010, 2014, 2018) e 2022.
| Copa do Mundo | País                  | Bola Oficial                                                         | Imagem | Observações | Ref         |
| ------------- | --------------------- | -------------------------------------------------------------------- | ------ | --- | ----------- |
| Copa de 1930  | Uruguai               | Modelo T e Tiento                                                    |        | A bola usada na copa de 1930 era composta por uma montagem de 12 peças. Antes da final entre Argentina e Uruguai, houve divergências quanto à bola a ser utilizada, uma vez que nenhuma seleção abria mão de utilizar sua própria bola: o modelo argentino (Tiento) era ligeiramente menor e mais leve que o uruguaio (Modelo-T). A bola dos anfitriões, o Uruguai, supostamente era um pouco maior que a da Argentina, mas, dado que a circunferência da bola sempre foi entre 68 e 70 cm, a diferença dificilmente era perceptível. No final, a única forma para resolver o impasse foi que os times concordassem em usar cada bola em um dos tempos do jogo. Assim, através de sorteio, decidiu-se utilizar um modelo em cada tempo. O primeiro tempo foi jogado com a bola da Argentina, que venceu por 2 a 1. No segundo tempo, o Uruguai venceu por 3 a 0, jogando com sua bola, terminando com o placar de 4 a 2 para o Uruguai, o campeão da Copa do Mundo de 1930. | [ 1 ]       |
| Copa de 1934  | Itália                | Federale 102                                                         |        | O modelo de couro e doze gomos foi utilizado nas quartas-de-final da Copa de 1934, sediada na Itália. Na segunda Copa do Mundo FIFA os anfitriões, a Itália, jogou contra a Tchecoslováquia a partida final. A oito minutos do final do jogo, os tchecos ganhavam de 1-0 quando Raimundo Orsi, da Itália, recebendo a bola de Guaita, correu através da defesa Tcheca, dissimulando com seu pé esquerdo, mas chutando com seu direito. A bola desviou fantasticamente por alguma razão e passou como uma onda pelo goleiro estirado para dentro da rede. A Itália marcou outro gol no tempo adicional e venceu a competição. No dia seguinte, Orsi tentou 20 vezes com o gol vazio repetir seu truque da curvatura da bola para os fotógrafos e falhou. É possível que possa ter ficado levemente torta no final da partida, o que pode ter sido a causa do desvio, mais do que apenas a habilidade de Orsi. | [ 1 ]       |
| Copa de 1938  | França                | Allen                                                                |        | Similar às bolas das Copas anteriores, também foi usada nas quartas-de-final, entre Itália e França. Como nas duas Finais anteriores, as bolas usadas tinham 12 gomos. sua cor, porém era mais escura que suas antecessoras porque teriam sido produzidas couro marrom originado de fornecedores locais. | [ 1 ]       |
| Copa de 1950  | Brasil                | Duplo T                                                              |        | Foi considerada bastante inovadora na época por ser a primeira bola a ter um câmara inflada como as bolas modernas, com válvula para enchimento, dispensando desta forma a costura externa. Assim como a bola usada na Copa de 1930, este modelo possuía 12 gomos com bordas arredondadas, que tornavam a costura interna mais confiável, por criar menos tensão. Novamente, as bolas usadas nas finais foram feitas por fabricantes locais. | [ 1 ]       |
| Copa de 1954  | Suíça                 | Swiss WC Match Ball                                                  |        | A Swiss WC Match Ball, de 18 gomos, do jogo final entre Alemanha Ocidental e Hungria, inaugurou a era das bolas com dimensões padronizadas pela FIFA. A bola de 18 gomos fez sua primeira aparição nesta edição da Copa FIFA e foi usada, de várias formas, até 1966. | [ 1 ]       |
| Copa de 1958  | Suécia                | Top Star                                                             |        | O modelo Top Star foi escolhido oficialmente pela FIFA após um teste com quase cem modelos em uma quadra de Estocolmo. Também com 18 gomos possuía uma costura em zigue-zague, diminuindo a tensão aplicada pela pressão interna. | [ 1 ]       |
| Copa de 1962  | Chile                 | Crack                                                                |        | A bola fornecida localmente para a Copa do Chile recebeu a alcunha de Mr. Crack. As bolas de futebol usadas no Chile na Copa do Mundo FIFA de 1962 não correspondiam às do padrão europeu. No período das chuvas elas absorviam água e encharcavam, e, no sol, perdiam sua cor. De fato, antes do chute inicial, bem no início da partida entre Chile e Suíça, o árbitro inglês Ken Aston pediu para ver as cinco bolas que seriam usadas no jogo. Ele ficou tão horrorizado com as péssimas condições em que estavam, inclusive descascadas, que pediu uma bola nova que chegou somente aos dez minutos do segundo tempo. Assim, várias bolas europeias foram usadas como substitutas das marcas locais em muitas das partidas restantes. | [ 1 ]       |
| Copa de 1966  | Inglaterra            | Slazenger Challenge 4-Star                                           |        | Na Inglaterra, foi utilizada a bola Challenge 4-Star, fabricada por Slazenger, então A Chalenge 4-Star, com 24 gomos, do fabricante inglês Slazenger, localizado em Dewsbury. Foi produzida como suas antecessoras, de couro, com o desenho do painéis colocados juntos e de forma alongadas. A bola usada na final tinha uma cor marrom-avermelhada. Foi escolhida após uma seleção entre amostras de diversos fabricantes convidados pela FIFA. | [ 1 ]       |
| Copa de 1970  | México                | Telstar                                                              |        | - A Copa de 1970, no México, marcou a história das bolas de futebol. Escolhida pela FIFA como a fornecedora oficial de seus torneios oficiais, a empresa Adidas inspirou-se na estrutura das cúpulas geodésicas de Buckminster Fuller para obter a maior esfericidade possível, utilizando 32 gomos (12 pentágonos e 20 hexágonos) para formar um icosaedro truncado. Os pentágonos foram pintados na cor preta e os hexágonos na cor branca para facilitar a visualização da bola nas imagens de televisão, dado que a competição seria transmitida ao vivo em preto e branco. Esse design tornou-se o mais famoso de todos os tempos, sendo considerado o mais utilizado até os dias atuais. - O nome, Telstar, deve-se à sua semelhança com o satélite homônimo, responsável pela transmissão dos jogos para a Europa. Foi também a primeira bola a receber um nome especialmente para a Copa do Mundo. | [ 1 ]       |
| Copa de 1974  | Alemanha Ocidental    | Telstar Durlast                                                      |        | Desenho idêntico ao da Adidas Telstar, usada na copa de 1970. | [ 1 ]       |
| Copa de 1978  | Argentina             | Tango                                                                |        | Constou de 32 painéis bancos (12 pentágonos e 20 hexágonos) com padrão decorativo que criou um padrão de doze círculos iguais. Foi um projeto que permaneceu praticamente inalterado durante cinco Copas do Mundo sucessivas. Seu nome vem da mais tradicional e conhecidada dança argentina, o tango. | [ 1 ]       |
| Copa de 1982  | Espanha               | Tango España                                                         |        | Desenho idêntico ao da bola Tango, usada na copa de 1978. Revestida com poliuretano e borracha, foi a primeira resistente à água, porém sua delicada costura necessitava reparos durante os jogos. A Tango foi a última bola genuinamente de couro usada em copas do mundo. Custava caro na época, fazendo com que fossem criadas muitas cópias. | [ 1 ]       |
| Copa de 1986  | México                | Azteca                                                               |        | Foi a primeira bola usada em um mundial feita inteiramente de material sintético. A decoração era feita por triângulos inspirados na arte asteca, sendo a primeira bola a ter referências claras ao país sede em seu design. O nome, vem da civilização pré-colombiana existente no México na chegada dos espanhóis no século XVI. | [ 1 ]       |
| Copa de 1990  | Itália                | Etrusco Unico                                                        |        | Desenho também inspirado na bola tango de 1978, o diferencial estava no complexo desenho decorativo teve inspiração na arte etrusca: três leões etruscos decorando os vinte triângulos típicos da Tango. Possuía uma camada interna de espuma de poliuretano para torná-la mais leve e resistente, bem como uma camada de neoprene para torná-la impermeável. | [ 1 ]       |
| Copa de 1994  | Estados Unidos        | Questra                                                              |        | O nome deriva de uma antiga palavra inglesa que significa the quest for the stars, em português "a busca para as estrelas", sendo que estrelas estão presentes na bandeira estadunidense. A bola possui três versões: a Questra Europa (para o Campeonato Europeu de Futebol de 1996, a primeira colorida, com representação de três leões e uma rosa, tradicionais símbolos ingleses; a Questra Olympia (para o futebol nos Jogos Olímpicos de Verão de 1996) e a Questra Apollo (para o Campeonato Espanhol de Futebol - 1996-1997). | [ 1 ]       |
| Copa de 1998  | França                | Tricolore                                                            |        | Foi a primeira bola multicolorida usada em uma copa do mundo. Seu desenho é semelhante ao da sua antecessora, A Questra, porém com as cores da bandeira da França (conhecida também como bandeira tricolor), que são azul, branco e vermelho. Além disso, nos triângulos havia galos, outro símbolo francês, em desenho estilizado. | [ 1 ]       |
| Copa de 2002  | Coreia do Sul e Japão | Fevernova                                                            |        | Ela apresenta um design que consiste em um triângulo cinza fronteira com o ouro, cada um coberto com a cabeça curvada por uma chama vermelha de fogo. Esta forma se assemelha a de um Shuriken. | [ 1 ]       |
| Copa de 2006  | Alemanha              | +Teamgeist e +Teamgeist Berlin                                       |        | Teamgeist (cujo nome em Alemão significa "espírito de equipe”) é composta de 14 painéis curvos soldados (tornando-se um equivalente a um octaedro truncado), que aparece mais arredondada e mais precisos em trajetórias dos tiros dependendo de onde você chutou, sendo quase impermeável, fazendo com que em caso de chuva não afeta seu desempenho. Em qualquer jogo da Copa do Mundo 2006 foi a impressão personalizada a sua superfície a data do jogo, o nome do estádio e do time. Para a final entre Itália e França, foi utilizado uma versão especial, chamada Teamgeist Berlin, que difere do padrão de obturações de ouro impressa na face. | [ 1 ]       |
| Copa de 2010  | África do Sul         | Jabulani e Jo'bulani                                                 |        | Jabulani (que na língua zulu quer dizer "festejar") foi apresentada oficialmente em 4 de dezembro de 2009, durante o sorteio para as chaves do mundial de 2010. É formada por oito painéis termossoldados e dispostos de maneira esférica. Sua estampa é um motivo decorativo de onze cores (o número não é casual, e simboliza os onze jogadores de uma equipe, assim como as 11 língua oficiais do país anfitrião, no caso, a África do Sul) composto de 4 triângulos que recordavam vagamente o aspecto do FNB Stadium de Johannesburgo, onde foi disputada a final entre Holanda e Espanha, além de cores do logotipo oficial do evento. Possui a Tecnologia grip "Groove N", feita pela Adidas para permitir maior precisão no disparo e no controle de bola. Assim como na final do Mundial de 2006, foi usada uma versão especial, chamada Jo'bulani, cujo nome é derivado da junção de Jabulani e Jo'burg, forma abreviada com a qual é chamada a cidade de Johannesburgo, também conhecida como “a cidade do ouro” (não por acaso, a Jo'bulani é dourada, aou contrário da Jabulani). | [ 1 ] [ 2 ] |
| Copa de 2014  | Brasil                | Brazuca e Brazuca Final Rio                                          |        | A FIFA, o Comitê Organizador Local e a Adidas revelaram no dia 2 de setembro de 2012 o nome oficial da bola, que foi escolhido após uma votação que contou com a participação de mais de um milhão de torcedores brasileiros, na qual "Brazuca" atingiu 77,8% do voto do público, contra 14,6% de "Bossa Nova" e 7,6% de "Carnavalesca". Essa foi a primeira vez em que os torcedores estiveram diretamente envolvidos na escolha do nome da bola da Copa do Mundo da FIFA. De acordo com a FIFA, "Brazuca é um termo informal, utilizado pelos brasileiros para descrever o orgulho nacional pelo estilo de vida do país. Simboliza emoção, orgulho e boa vontade com todos, de forma semelhante à abordagem local ao futebol". No dia 4 de dezembro de 2013, Brazuca foi oficialmente apresentada na cidade do Rio de Janeiro. Para a final da copa, foi criada a versão especial Brazuca Final Rio, como já havia ocorrido em 2006 com a +Teamgeist Berlin e em 2010 com a Jo'bulani. |             |
| Copa de 2018  | Rússia                | Telstar 18, Telstar Мечта (Metchta ou Mechta) e Telstar Final Moscow |        | Em 9 de novembro de 2017 foi lançado a Telstar 18 em semelhança com o Telstar, a primeira bola a receber um nome especialmente para a Copa do Mundo. A bola é uma homenagem a Adidas Telstar utilizado nas copas de 1970 e 1974. De acordo com a FIFA, " a bola evoca memórias inesquecíveis da Copa de 70 e de lendas como Pelé, Gerd Müller, Giacinto Facchetti, Pedro Rocha e Bobby Moore, e vai alimentar os sonhos daqueles que disputarão o prêmio mais cobiçado do futebol". | [ 1 ] [ 4 ] |
| Copa de 2022  | Catar                 | Al Rihla e Al Hilm                                                   |        | A bola foi projetada tendo a sustentabilidade como prioridade, tornando-se a primeira bola oficial criada com colas e tintas à base de água. O nome da bola, Al Rihla, significa 'a jornada' ou 'a excursão' em árabe. Duas bolas Al Rihla partiram em uma missão suborbital a bordo do primeiro estágio do Falcon 9 da SpaceX antes de serem usadas na copa do mundo em 15 de outubro de 2022. Para as semifinais e final, um esquema de cores diferente foi usado com bordô e dourado - as cores do Catar e da Copa do Mundo. Seu nome, Al Hilm significa 'o sonho' em árabe. |             |

## Mundial Sub-20
| Copa do Mundo | País    | Bola Oficial | Imagem | Ref   |
| ------------- | ------- | ------------ | ------ | ----- |
| 2013          | Turquia | Cafusa       | Border | [ 6 ] |

## Copa do Mundo de Futebol Feminino
| Copa do Mundo | País                      | Bola Oficial    | Imagem | Ref    |
| ------------- | ------------------------- | --------------- | ------ | ------ |
| 1999          | Estados Unidos            | Icon            |        | [ 7 ]  |
| 2003          | Estados Unidos            | Fevernova Woman |        | [ 8 ]  |
| 2007          | China                     | Teamgeist Woman |        | [ 9 ]  |
| 2011          | Alemanha                  | Speedcell       |        | [ 10 ] |
| 2015          | Canadá                    | Conext15        |        |        |
| 2019          | França                    | Conext19        |        |        |
| 2023          | Austrália e Nova Zelândia | Oceaunz         |        |        |

## Copa do Mundo de Futebol de Areia
| Copa do Mundo | Cidade-Sede    | Bola Oficial    | Imagem | Ref    |
| ------------- | -------------- | --------------- | ------ | ------ |
| 2005          | Rio de Janeiro | Playa X-Ite     |        | [ 11 ] |
| 2006          | Rio de Janeiro | Teamgeist       |        | [ 11 ] |
| 2007          | Rio de Janeiro | Teamgeist Praia |        | [ 11 ] |
| 2008          | Marselha       | Teamgei2t       |        | [ 11 ] |
| 2009          | Dubai          | Terrapass Praia |        | [ 12 ] |
| 2013          | Papeete        | Cafusa          | Border | [ 13 ] |